# Amplinus vergelanus
Amplinus vergelanus är en mångfotingart som beskrevs av Chamberlin 1943. Amplinus vergelanus ingår i släktet Amplinus och familjen Aphelidesmidae. Inga underarter finns listade i Catalogue of Life.